# Ober-Ost (dowództwo)
Ober-Ost (niem. Oberbefehlshaber der gesamten Deutschen Streitkräfte im Osten, Oberbefehlshaber Ost) – naczelne dowództwo Armii Cesarstwa Niemieckiego na froncie wschodnim w czasie I wojny światowej, od sierpnia 1916 jednolite dowództwo Armii Cesarstwa Niemieckiego i Armii Austro-Węgier.

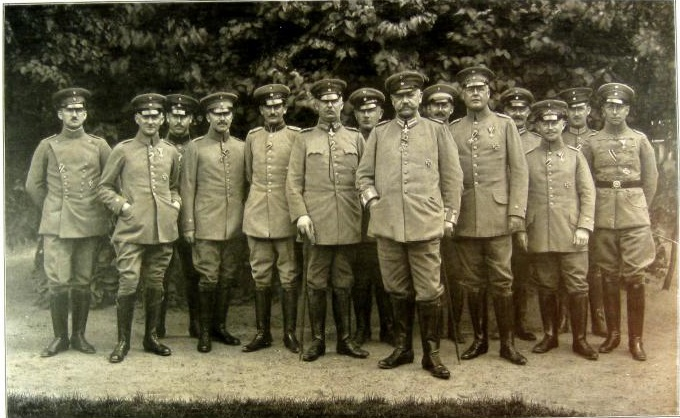
Sztab Ober-Ost w 1915

## Historia

### Utworzenie
Po pokonaniu Armii Imperium Rosyjskiego w kampaniach lat 1915–1916, i jej wyparciu z terytorium Królestwa Polskiego i zachodnich guberni Imperium Rosyjskiego na wschód, armia niemiecka opanowała Litwę, Łotwę do linii Dźwiny, oraz zachodnią część Ukrainy i Białorusi. Z obszaru operacyjnego armii wyodrębniono administrację okupacyjną pod nazwą Obszar Głównodowodzącego Wschodu, obejmującą Kurlandię, gubernię kowieńską, wileńską, suwalską oraz część guberni grodzieńskiej.

### Po przewrocie bolszewickim

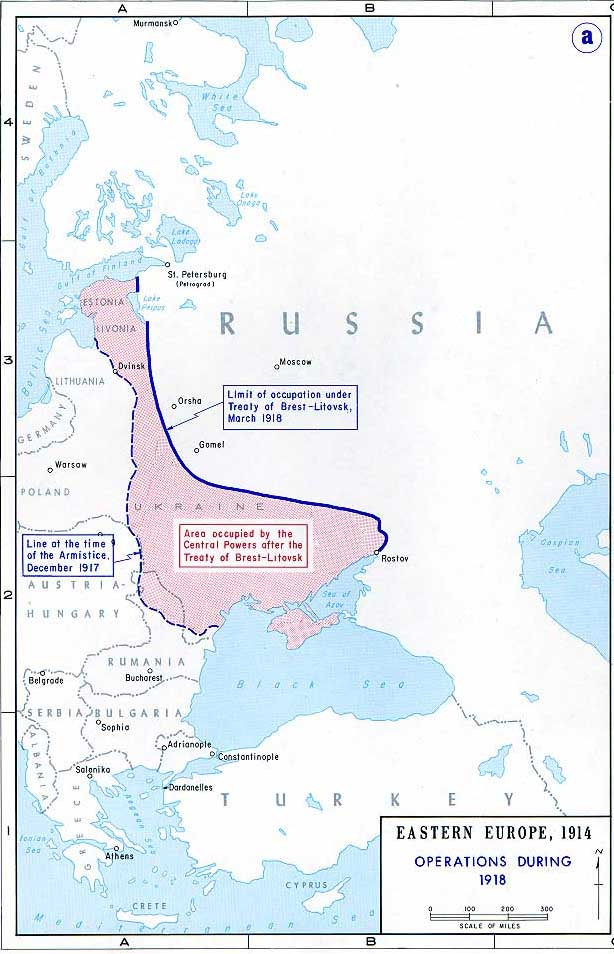
Zasięg okupacji państw centralnych na wschodzie

Po przewrocie bolszewickim w Rosji 15 grudnia 1917 Rosja zawarła rozejm z państwami centralnymi na całym froncie, a następnie 22 grudnia na wniosek bolszewików rozpoczęły się rokowania pokojowe w Brześciu, mające doprowadzić do separatystycznego pokoju Rosji z państwami centralnymi.
Po zawarciu 9 lutego 1918 pokoju pomiędzy państwami centralnymi a Ukraińską Republiką Ludową, zerwaniu w konsekwencji rokowań w Brześciu przez Lwa Trockiego i wyjeździe delegacji sowieckiej do Piotrogrodu Niemcy i Austro-Węgry uznały to za równoczesne zerwanie obowiązującego od grudnia rozejmu z armią rosyjską i rozpoczęły ofensywę na całym froncie wschodnim. Wobec rozpadu armii rosyjskiej ofensywa odbywała się prawie bez oporu. Wojska niemieckie zajęły wówczas m.in. Tallinn, Mińsk, Kijów (ten ostatni 1 marca 1918). Tego samego dnia delegacja Rosji Sowieckiej powróciła do stołu obrad i 3 marca przyjęła ultymatywne warunki pokojowe państw centralnych.
W konsekwencji okupacja niemiecka i austro-węgierska od marca 1918 objęła:
- terytorium Ukraińskiej Republiki Ludowej z Kijowem, Charkowem, Odessą, Donieckiem i Rostowem nad Donem,
- pozostałe gubernie nadbałtyckie, tj. Łatgalię, Liwonię i Estonię z Tallinnem,
- większość guberni białoruskich, z Mińskiem i Bobrujskiem.

Okupacja ziem białoruskich na wschód od granicy wyznaczonej w traktacie miała zabezpieczać wykonanie przez Rosję Sowiecką postanowień traktatu pokojowego, a w szczególności – obowiązku zawarcia pokoju z Ukrainą.
Od marca 1918 wojska państw centralnych ograniczały się do zadań okupacyjnych. Znaczną część oddziałów liniowych przerzucono na front zachodni dla planowanej ofensywy wiosennej przeciwko Francji.
Po zawarciu pokoju z Rosją i Ukrainą miała miejsce interwencja wojskowa państw centralnych na Ukrainie – państwo to było kontrolowane przez armie  niemiecką i austro-węgierską, które stacjonowały w wyznaczonych strefach wpływów. Siedzibą dowódcy frontu wschodniego, generała Maxa Hoffmanna, był Königsberg, zaś podlegały mu:
- 10 Armia, pod dowództwem generała Ericha von Falkenhayna, stacjonującego w Grodnie,
- Grupa Armii Kijów (Heeresgruppe Eichhorn[1], Heeresgruppe Eichhorn-Kiew, Heeresgruppe Kiew), pod dowództwem feldmarszałka Hermanna von Eichhorna, stacjonującego w Kijowie.

Główną arterią komunikacyjną Ober-Ostu była linia kolejowa Grajewo – Białystok – Brześć – Kowel – Równe – Kijów.
Generał Falkenhayn został wyznaczony na administratora wojennego Białorusi, gdzie odtworzył administrację oraz walczył z partyzantką sowiecką.

### Po wielkiej wojnie
Po klęsce Niemiec w I wojnie światowej, w obliczu rewolucji w Rzeszy, po podpisaniu zawieszenia broni w Compiègne pomiędzy Niemcami a Ententą rząd Rosji Sowieckiej uznał traktat brzeski za nieobowiązujący. Rozpoczął się proces likwidacji Ober-Ostu, w faktycznym porozumieniu pomiędzy dowództwem niemieckim a bolszewikami i rozpoczęcie marszu Armii Czerwonej na zachód.
W listopadzie 1918, wskutek rewolucji w Niemczech (abdykacja cesarza Wilhelma II, bunt marynarzy w Kilonii, komunistyczne rozruchy w Monachium i Berlinie) podjęto decyzję o wycofaniu armii Ober-Ost do kraju. 24 listopada podpisano lokalne porozumienie o ewakuacji pozycji na Bugu, natomiast Heeresgruppe Kiew udało się ewakuować w lutym 1919 po podpisaniu polsko-niemieckiego porozumienia w tej sprawie.
Sytuacja zmieniła się po upadku Austro-Węgier w październiku 1918 oraz ogłoszeniu niepodległości przez Polskę i zakończeniu okupacji niemieckiej i austro-węgierskiej ziem Królestwa Polskiego w pierwszej połowie listopada 1918. Armia Ober-Ostu została odcięta od linii zaopatrzenia, z wyjątkiem kierunku północnego, w kierunku Prus Wschodnich (poprzez linię kolejową Brześć – Grajewo). Armia Austro-Węgier uczestnicząca w okupacji Ukrainy po rozpadzie Monarchii Austro-Węgierskiej faktycznie przestała istnieć. Powstała strefa, której długość wynosiła ponad 1500 km, a szerokość od 80 do 300 km, okupowana przez oddziały armii niemieckiej.
Już 16 listopada Sowieci utworzyli Armię Zachodnią, która od dnia następnego zaczęła zajmować opuszczane przez wojsko niemieckie terytorium Ober-Ostu, zajmując 12 grudnia Mińsk i 5 stycznia 1919 Wilno. Wycofujące się oddziały niemieckie pozostawiały Armii Czerwonej broń i amunicję, rozbrajały natomiast tworzące się oddziały polskich samoobron.
W związku z zakończeniem I wojny światowej, w listopadzie 1918 rozpoczęła się ewakuacja 10 Armii z Białorusi (21 listopada opuszczono Połock, 22 listopada Rohaczów, 3 grudnia Borysów, 10 grudnia Mińsk), do końca lutego wycofano wojska z całej Białorusi, zaś 28 lutego 1919 generał Falkenhayn zdał dowództwo swojej armii.
Wojsko Polskie zostało dopuszczone na terytorium Ober-Ost przez Niemców od zachodu dopiero 9 lutego 1919. Wojsko polskie podzielone było na dwie grupy: Zgrupowanie Północne pod dowództwem generała Wacława Iwaszkiewicza zatrzymało się w Wołkowysku, a Zgrupowanie Południowe pod dowództwem generała Antoniego Listowskiego w Brześciu. Całością sił dowodził generał Stanisław Szeptycki. Było to 12 batalionów piechoty, 12 szwadronów kawalerii, 3 kompanie kawalerii.
Po Wołkowysku i Brześciu Wojsko Polskie zajęło Baranowicze i Pińsk. Wojska polskie i sowieckie zetknęły się 14 lutego 1919 w miejscowościach Mosty i Bereza Kartuska, które po krótkim starciu z Sowietami zdobyli Polacy. W ten sposób rozpoczęła się wojna polsko-bolszewicka.

## Dowództwo
Dowódcy naczelni:
- 1915–28 sierpnia 1916 – feldmarszałek Paul von Hindenburg
- 29 sierpnia 1916 – marzec 1918 – feldmarszałek książę Leopold Bawarski
- marzec 1918 – do likwidacji Ober-Ost w 1919 – generał Max Hoffmann

Szefami sztabu byli Erich Ludendorff (1914–1916) – przy Paulu von Hindenburgu i Max Hoffmann (1916–1918) – przy Leopoldzie Bawarskim.